# Empty Tremor
Gli Empty Tremor sono un gruppo italiano progressive metal, attivi dal 1993.

## Storia
Dennis Randi, Marco Guerrini e Christian Tombetti, insieme ad alcuni loro amici, fondano la band nel 1993. In seguito, Daniele Liverani si aggiunge alla formazione, introducendo i giovani ravennati verso il mondo dell'hard rock ed heavy metal.
Agli inizi del 2000, gli Empty Tremor collaborano con Oliver Hartmann, cantante degli Avantasia.
Nel 2004 vengono ingaggiati dai Dream Theater come gruppo di supporto per il loro tour italiano.
L'ultimo loro lavoro risale al 2010. La band, in seguito, si è esibita live saltuariamente.

## Formazione
- Dennis Randi (basso, 1993-)
- Marco Guerrini (chitarra, 1993-)
- Christian Tombetti (chitarra, 1993-)
- Stefano Ruzzi (batteria, 1993-2009, 2013-)
- Daniele Liverani (tastiera, 1996-2006)
- Oliver Hartmann (voce, 2003-2004)
- Giovanni De Luigi (voce, 1996-2000, 2009-)

## Discografia
- Apocolokyntosys (1997)
- Eros And Thanatos (2000)
- The Alien Inside (2004)
- Iridium (2010)